# Svenska mästerskapen i fälttävlan 1959
Svenska mästerskapen i fälttävlan 1959 avgjordes i Skövde . Tävlingen var den 9:e upplagan av Svenska mästerskapen i fälttävlan.

## Resultat
| Placering | Ryttare         | Häst       |
| --------- | --------------- | ---------- |
| 1         | Ewert Olausson  | Tom Raid   |
| 2         | Anders Lindgren | Maraton xx |
| 3         | Folke Frölén    | XLNT       |